# Den grimme dreng
Den grimme dreng er en dansk portrætfilm fra 1996 med instruktion og manuskript af Torben Skjødt Jensen.

## Handling
Ole Ege var som filmproducent og instruktør en af pionererne bag udviklingen af det pornografiske marked i Danmark. I denne dokumentarfilm fortæller han om sin besættelse af erotiske motiver; fra 50'ernes stripteasefilm, over pornografiens frigivelse i 1960'erne, frem til 70'erne, da den mindre charmerende hårde porno holdt sit indtog. Ege nedtrappede filmproduktionen og blev senere direktør for Erotisk Museum i København. I filmen indgår klip fra en stor del af Ole Eges produktioner.